# Prosigoj
Prosigoj (cirílico serbio: Просигој, griego: Προσηγόης, latín: Prosegoes) fue un knez (príncipe) serbio del siglo IX que gobernó el principado serbio de Rascia entre 822 y 836.

## Biografía
Prosigoj era hijo de Radoslav, su predecesor como knez de los serbios. Durante el mandato de ambos se produjeron los levantamientos (819 y 822) del príncipe croata Ljudevit Posavski contra los francos. Según los Annales regni Francorum, en el año 822, Ljudevit partió de su sede en Sisak hacia las tierras dominadas por los serbios (que controlaban gran parte de Dalmacia) en el oeste de Bosnia ("Sorabi, quae natio magnam Dalmatiae contradicción obtinere dicitur"). En esa época, los serbios se encontraban en paz con Bulgaria.
Su hijo, Vlastimir, es el fundador de la Casa de Vlastimirović, la primera dinastía reconocida de Serbia.

## Parentesco
- Arconte desconocido (~610–641+), líder de los serbios en su llegada a los Balcanes, como vasallos del emperador Heraclio.
  - Linaje desconocido durante varias generaciones.
    - Višeslav (~780-800)
      - Radoslav (~800-822)
        - Prosigoj (822-836)
          - Vlastimir (836-~850)